# Jeff Symonds
Pour les articles homonymes, voir Symonds.
Jeffrey Bruce Symonds, né le 1er octobre 1985 à Penticton est un triathlète professionnel canadien, vainqueur sur triathlon Ironman.

## Palmarès
Le tableau présente les résultats les plus significatifs (podium) obtenus sur le circuit international de triathlon depuis 2009,.
| Année | Compétition                       | Pays       | Position           | Temps           |
| ----- | --------------------------------- | ---------- | ------------------ | --------------- |
| 2016  | Ironman Chattanooga               | États-Unis | Médaille d'argent  | 8 h 19 min 27 s |
| 2016  | Challenge Penticton               | Canada     | Médaille d'or      | 5 h 32 min 39 s |
| 2015  | Ironman Melbourne                 | Australie  | Médaille d'or      | 8 h 4 min 29 s  |
| 2014  | Challenge Penticton               | Canada     | Médaille d'or      | 8 h 26 min 58 s |
| 2014  | Ironman Canada                    | Canada     | Médaille d'argent  | 8 h 25 min 22 s |
| 2013  | Challenge Penticton               | Canada     | Médaille d'or      | 8 h 29 min 37 s |
| 2012  | Ironman 70.3 Calgary              | Canada     | Médaille de bronze | 3 h 52 min 36 s |
| 2011  | Championnat du monde Ironman 70.3 | États-Unis | Médaille de bronze | 3 h 58 min 42 s |
| 2011  | Ironman 70.3 Lake Stevens         | États-Unis | Médaille de bronze | 3 h 58 min 29 s |
| 2011  | Ironman 70.3 Boise                | États-Unis | Médaille de bronze | 3 h 55 min 26 s |
| 2009  | Ironman 70.3 Lake Stevens         | États-Unis | Médaille d'argent  | 4 h 3 min 46 s  |